# Le Rénovateur
Le Rénovateur est la première publication francophone de la République démocratique populaire lao (nom officiel du Laos) depuis le Vientiane Tribune lancé au début des années 1970. Créé en 1998 pour répondre à la politique de « Renouveau » du gouvernement communiste, il paraît tous les mardis. Son premier rédacteur en chef fut Douangta Manokoun, qui élabora le concept avec Michel Leroy. Les journalistes sont fonctionnaires et employés par le Ministère de l'Information et de la culture. Le titre reçoit occasionnellement des aides de l'Agence intergouvernementale de la Francophonie, et Franconet Canada lui permet de publier une édition en ligne depuis son numéro 200. Le Centre culturel de coopération linguistique de Vientiane aide les journalistes à rédiger leurs articles en français.
Contrairement à son confrère Anglophone Vientiane Times, Le Rénovateur à un tirage limité, qui varie de 1 500 à 2000 exemplaires , vendus surtout dans les hôtels touristiques, les centres culturels Francophones (dont Alliance Française), et à l'étranger, surtout en des lieux de l'ex-Indochine Française (Hanoï et Ho Chi minh Ville au Vietnam, Phnom Penh au Cambodge) et Shangai et Hong-Kong en Chine, à destination des ressortissants de pays  Francophones.     
Le traitement de l'actualité n'est pas libre, dans un des pays classés par Reporters sans frontières comme l'un des pires en matière de liberté de la presse. Le journal est souvent la cible des opposants politiques exilés à l'étranger qui y voient un simple outil de propagande.
Le journal a cependant plusieurs fois adopté une distance critique vis-à-vis de la ligne officielle. En 2003, il a notamment publié l'interview de Maître Phivat, avocat de deux journalistes occidentaux alors emprisonnés au Laos, Thierry Falise et Vincent Reynaud,,,,,,. L'article, censuré par les autorités, a valu au journal d'être récompensé par le Prix de la libre expression de l'Union de la presse francophone.
La même année, le journal a publié des reportages concernant la censure au cinéma pendant la période révolutionnaire, les conditions de vie dans les « ateliers de la sueur » de textile, l'intégration des homosexuels ou la liberté de culte.
Dirigé jusqu'en 2003 par Soumsanouk Mixay, son directeur est actuellement Savankhone Razmountry, et son rédacteur en chef Khamphout Xayasomroth.